# Contea di Okanogan
La contea di Okanogan (in inglese Okanogan County) è una contea dello Stato di Washington, negli Stati Uniti. La popolazione al censimento del 2000 era di 39 564 abitanti. Il capoluogo di contea è Okanogan e si tratta della contea più grande dello Stato.

## Geografia
La contea si trova nel nord dello Stato, al confine con il Canada. Il bacino del Columbia e il lago Roosevelt costituiscono il confine meridionale e orientale, mentre la Catena delle Cascate costituisce il confine occidentale.
La parte meridionale della contea ospita la Riserva Colville.

### Contee e distretti confinanti
- Distretto regionale di Okanagan-Similkameen (Columbia Britannica, Canada) - nord
- Distretto regionale di Kootenay Boundary (Columbia Britannica, Canada) - nord-est
- Contea di Ferry - est
- Contea di Lincoln - sud-est
- Contea di Grant - sud-est
- Contea di Douglas - sud
- Contea di Chelan - sud-ovest
- Contea di Skagit - ovest
- Contea di Whatcom - ovest
- Distretto regionale di Fraser Valley (Columbia Britannica, Canada) - nord-ovest

## Storia
La contea fu creata nel 1888. Il nome deriva dalla parola nativa okanagen che significa "appuntamento".

## Comuni

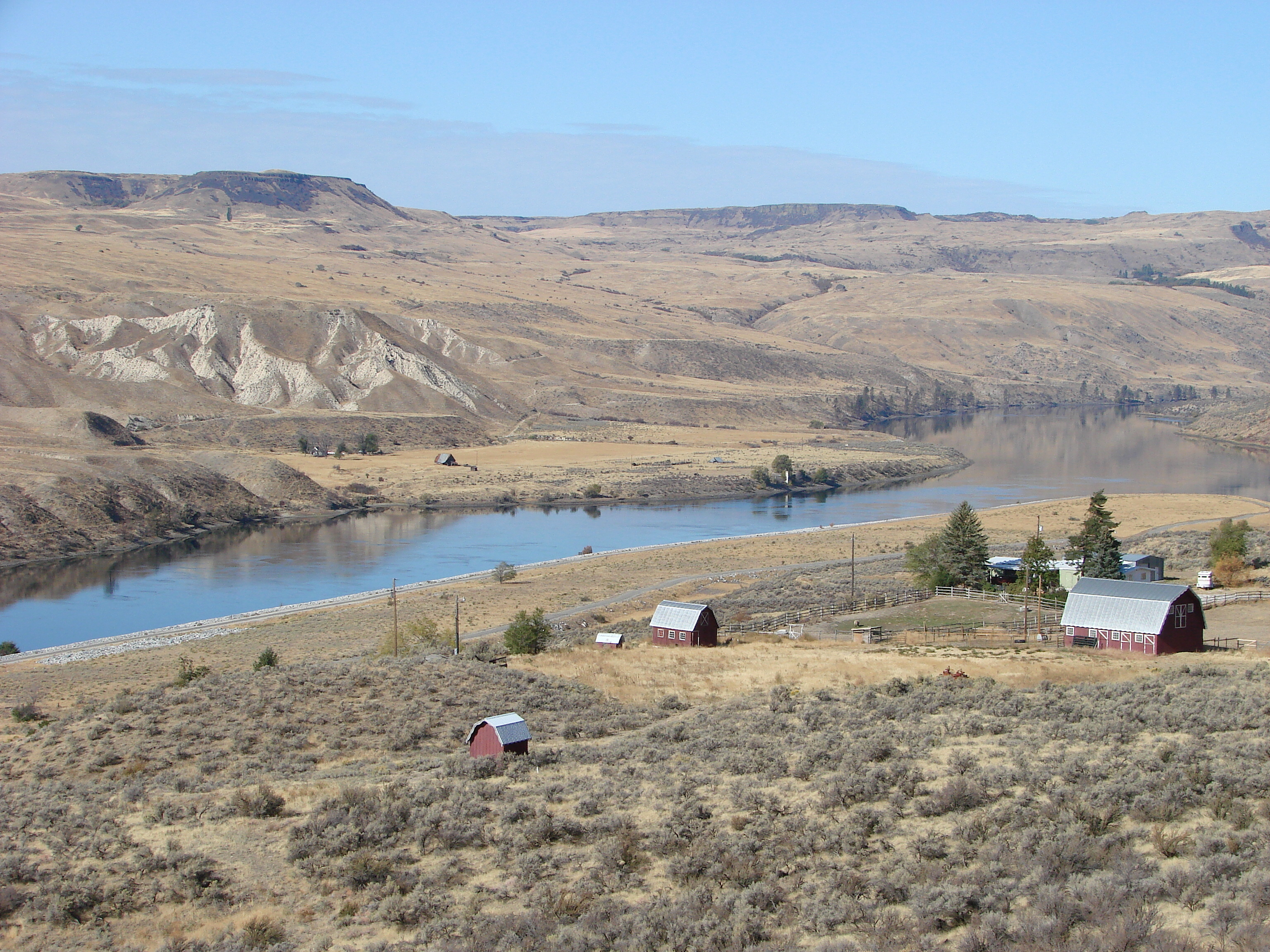
Paesaggio vicino Okanogan, Washington

### Cities
- Brewster
- Okanogan (capoluogo)
- Omak
- Oroville
- Pateros
- Tonasket

### Towns
- Conconully
- Coulee Dam (parte)
- Elmer City
- Nespelem
- Riverside
- Twisp
- Winthrop

### Census-designated places
- Disautel
- Loomis
- Malott
- Methow
- Nespelem Community
- North Omak

### Città fantasma
- Bodie
- Bolster
- Chesaw
- Molson
- Ruby